# Trygve Arnesen
Trygve Arnesen (Oslo, 11 dicembre 1915 – 3 maggio 1987) è stato un calciatore norvegese, di ruolo attaccante.

## Carriera

### Club
Arnesen vestì le maglia di Frigg e Vålerengen.

### Nazionale
Disputò 15 partite per la Norvegia, con 4 reti all'attivo. Esordì il 17 giugno 1938, in occasione della vittoria per 9-0 sulla Finlandia: nello stesso incontro, arrivò il suo primo gol in Nazionale.